# 陽はまた昇るから
「陽はまた昇るから」（ひはまたのぼるから）は、日本のポップ・ロック・バンドである緑黄色社会の楽曲。作詞は小林壱誓、作曲は穴見真吾が手がけ、編曲は川口圭太と緑黄色社会の共作。楽曲は東宝配給アニメ映画『クレヨンしんちゃん もののけニンジャ珍風伝』の主題歌として書き下ろされた。発売後、メ～テレ『ドデスカ!』および『ドデスカ+』の2024年度テーマソングに採用された。
2022年4月20日にSony Music Labelsの社内レーベルEpic Records Japanから5枚目のシングルとして発売された。Billboard Japan Hot 100で最高位30位を記録し、オリコン週間シングルランキングで最高位15位を記録した。

## 背景・リリース
2022年2月22日、「陽はまた昇るから」が映画『クレヨンしんちゃん もののけニンジャ珍風伝』の主題歌に決定したことと、シングル『陽はまた昇るから』が4月20日に発売されることが発表された。緑黄色社会が映画主題歌を担当するのは、『初恋ロスタイム』の「想い人」、『都会のトム&ソーヤ』の「アーユーレディー」に次いで3作目であり、アニメ映画の主題歌は初となる。
テレビ朝日のプロデューサーである佐野敬信は、緑黄色社会の音楽が「力強くて透明感がある」と言われることから、パワフルでピュアな野原しんのすけと相性バッチリなのでは？と勝手に思っていたと語っている。緑黄色社会は、『クレヨンしんちゃん』の漫画やアニメを見て育っていたことから、映画の主題歌を手がけることについて「本当に光栄で、とにかく嬉しかったです」とコメントしている。楽曲には、しんちゃんにもきっと寂しい時だったり、悲しいことがある。そんな気持ちにより添える楽曲にしたいという思いが込められており、『クレヨンしんちゃん』にちなんだフレーズも含まれている。同日に本作が使用された映画の予告編が公開された。
3月20日、シングルの詳細およびジャケットビジュアルが発表された。シングルは、「初回生産限定盤（CD+Blu-ray Disc）」、「初回限定クレヨンしんちゃん盤（CD）」、「通常盤（CD）」の3形態で発売される。初回生産限定盤と通常盤のジャケットは、地球型の模型をベースとしたデザインで、初回限定クレヨンしんちゃん盤のジャケットは、映画のテーマである「家族愛」にちなみ、緑黄色社会のメンバーと野原一家が集合写真の撮影を行なっている様子が描かれたデザインになっている。初回生産限定盤には、2021年12月11日にWOWOWで放送された『WOWOW×緑黄色社会 Special Live "PRISM"』の映像を収録したBlu-rayが付属。
2022年4月6日に放送された『緑黄色社会・長屋晴子のオールナイトニッポンX』で「陽はまた昇るから」、4月13日に放送された同番組で「時のいたずら」が初オンエアとなった。4月10日に「陽はまた昇るから」の先行配信が開始された。

## 制作
映画の主題歌の制作にあたり、制作サイドからの「自由に作っていいよ」と言われたことから、メンバー4人がそれぞれ映画の台本を読んで楽曲を書き、その中から穴見が書いた「陽はまた昇るから」が選ばれた。穴見は、映画の中で印象的だったという陽が昇るシーンを思い浮かべながらリズムコード感を構成して楽曲制作を行っており、いろんな世代の人が一緒に楽しめる映画だと思うので、リズムがあった方が合っているのかなと思ったのと、楽しげなんだけど切ないメロディーも垣間見えるようなバランスの曲にしましたと語っている。デモ段階のタイトルも、映画の最後のシーンに由来して「陽はまた昇る」。
最初のコンペの段階で小林が作詞を担当することが決まり、穴見はそれから間もなくして歌詞を書いてきたことに驚いたと語っている。出来上がった歌詞について穴見は、サビの「晴れのち雨のち腫れのち七色」というフレーズに感動したとし、言葉としての面白味があるんだけど、しんちゃんっぽさもあると語っている。小林は、作詞を行う際に「思い出を思い出すとき / 同じ気持ちになれるのかな」というフレーズを最初に書いており、しんちゃんが“今”を生きている姿が、僕にはすごく輝いて見えるんです。映画を観た子たちにも、そういう気持ちを忘れずに、たくさん泣いて、たくさん笑って、“普通の奇跡”みたいなものを大切にしてほしいなと思って書きましたと説明し、あくまでも“大人”と呼ばれる歳になった自分の目線で、子供たちに伝えたいというイメージであることを付け加えている。
映画が『クレヨンしんちゃん』の30周年作品としてしんのすけが生まれた場面が描かれることから、アニメ制作サイドから今までのしんちゃんは何があっても大丈夫なキャラクターだったけど、今回はしんちゃん自身の寂しさもちゃんと描きたいと伝えられており、歌詞は「悲しさ」や「寂しさ」にフォーカスしている。このことについて、小林は映画を観てこの曲を聴く子たちには「人はなぜ、寂しくなれるのか」を知っておいてほしいなと思ったんです。今は納得しなくてもいいから、将来、意味に気付けるような言葉を置いておきたいなと思って書きましたと語り、また子供は楽しかったことよりも哀しかったことの方が覚えていると思ったことから、だからこそ、子供の頃の自分を肯定したいという気持ちが、この曲には表れているのかもしれないです。子供だった頃の自分に向けた言葉を、歌詞として書いたのかもしれないとも語っている。
レコーディングに際して、長屋晴子は届けたい層が広い曲であることからどんな人にも届くような明るい声色曲が持っている遊び心をちょっとしたニュアンスで入れることに意識したと語っている。

### 時のいたずら
カップリング曲の「時のいたずら」（ときのいたずら）は、長屋晴子が書いたミディアム・ナンバー。『ROCKIN'ON JAPAN』の天野史彬は、「レイドバックしたバンドサウンドに乗せて、流れゆく時の中で『今』を大切に生きる人の、凛とした強さ」が歌われた楽曲としている。
曲自体は2年ほど前からワンコーラスのみ存在していて、当時よりメンバー全員が気に入っていた曲であったものの、「出すのは今じゃない」ということからそのままになっていた。当時から「時の流れ」にフォーカスした曲であったが、長屋曰（）く「今目指しているステージがあって、そこに向けた曲にしたい」ということから、「歌を歌うこと」というテーマも歌詞に入れ込まれた。長屋の「何もひねくれることなく真っ直ぐに届く歌にしたい」という思いから、アレンジや歌詞で使われている言葉はシンプルなものになっており、届けたいメッセージも簡単で、簡単だからこそ、普段伝えるのが難しかったりもする。それを自信を持って伝えたかった。あと、歌を歌うということについて意外と歌ってこなかったなって思って。今年は結成十周年という区切りでもあるので、改めて自分たちが音楽をやる理由や歌う理由を考えてみましたと語っている。
普段のレコーディングはセクションごとに録ることが多い一方で、「時のいたずら」は1曲を通して歌っており、少ないテイク数で完成している。このことについて長屋はすごくシンプルで生感のあるサウンドだからこそ、ガチガチに固めた歌い方よりも、生々しさを大事にしたいなと思ってと語っている。
2022年4月20日に結成からこれまでの未公開となっていたものも含む写真や映像で構成されたオフィシャル・ビデオが公開された。

## ミュージック・ビデオ
2022年4月15日、公式YouTubeチャンネルで「陽はまた昇るから」のミュージック・ビデオを公開。監督は田向潤が務めた。ミュージック・ビデオは、落下し続ける長屋晴子と長屋との合流を信じて演奏し続ける小林壱誓、peppe、穴見真吾の3人の姿が描かれている。田向は、ミュージック・ビデオの一部がビースティ・ボーイズの「スリーMC&ワン・DJ」のミュージック・ビデオのオマージュであることを明かしている。

## 評価
『ROCKIN'ON JAPAN』の天野史彬は、「陽はまた昇るから」について歌詞は大人が子どもに語りかけるような視点で書かれているが、そこに説教臭さや押しつけがましさはなく、置き手紙のようにメッセージが綴られているところがいいと評している。また、シングルに収録の2曲がいずれも「時間」をモチーフとしていることが共通しているとし、弄されることも抗うこともなく、どちらも肯定的な筆致で描かれている。大らかで柔らかなバンドになってきた印象があると付け加えている。
音楽ライターの小川智宏は、「陽はまた昇るから」について美しいストリングスとピアノの音色、力強いリズム、そしてぐんぐんと広がっていくような気持ちのいいメロディが瞬く間に耳を掴む、スケールの大きな楽曲と表現し、短いイントロから長屋晴子の声が入ってきた瞬間に一気に心を持っていかれるような強烈な引力は、バンドの新たな代表曲となるにふさわしいエネルギーを放っていると評している。

## シングル収録曲
| #         | タイトル                            | 作詞      | 作曲      | 編曲                | 時間  |
| --------- | ----------------------------------- | --------- | --------- | ------------------- | ----- |
| 1.        | 「陽はまた昇るから」                | 小林壱誓  | 穴見真吾  | 川口圭太 緑黄色社会 | 4:26  |
| 2.        | 「時のいたずら」                    | 長屋晴子  | 長屋晴子  | Tomi Yo             | 4:54  |
| 3.        | 「陽はまた昇るから -instrumental-」 |           |           |                     | 4:26  |
| 4.        | 「時のいたずら -instrumental-」     |           |           |                     | 4:51  |
| 合計時間: | 合計時間:                           | 合計時間: | 合計時間: | 合計時間:           | 18:37 |

| #   | タイトル                           | 作詞 | 作曲・編曲 |
| --- | ---------------------------------- | ---- | ---------- |
| 1.  | 「merry-go-round」                 |      |            |
| 2.  | 「inori」                          |      |            |
| 3.  | 「LITMUS」                         |      |            |
| 4.  | 「視線」                           |      |            |
| 5.  | 「ずっとずっとずっと」             |      |            |
| 6.  | 「あのころ見た光」                 |      |            |
| 7.  | 「幸せ」                           |      |            |
| 8.  | 「Brand New World」                |      |            |
| 9.  | 「アーユーレディー」               |      |            |
| 10. | 「それなりの生活」                 |      |            |
| 11. | 「Mela!」                          |      |            |
| 12. | 「LADYBUG」                        |      |            |
| 13. | 「Shout Baby」                     |      |            |
| 14. | 「これからのこと、それからのこと」 |      |            |
| 15. | 「Alice」                          |      |            |
| 16. | 「sabotage」                       |      |            |

## クレジット
※出典
緑黄色社会
- 長屋晴子 – Vocal & Guitar
- 小林壱誓 – Guitars & Chorus
- peppe – Keyboards & Chorus
- 穴見真吾 – Bass & Chorus

外部ミュージシャン
- 川口圭太 – Programming（#1）
- Tomi Yo – Programming（#2）
- 比田井修 – Drums（#1,2）
- 吉田宇宙ストリングス – Strings（#1）

レコーディング・スタッフ
- 村上宣之 – Recording, Mixing, Mastering

## チャート成績
| チャート (2022年)                     | 最高位 |
| ------------------------------------- | ------ |
| 日本 (Japan Hot 100)                  | 30     |
| Japan Hot Animation (Billboard JAPAN) | 9      |
| 日本 (オリコン)                       | 15     |
| 日本 (オリコン合算シングル)           | 34     |
| 日本 (オリコンアニメシングル)         | 6      |

## 発売日一覧
| 国/地域 | 発売日        | レーベル           | 規格       | 規格品番      | 備考                                                                                  |
| ------- | ------------- | ------------------ | ---------- | ------------- | ------------------------------------------------------------------------------------- |
| 全国    | 2022年4月10日 | Epic Records Japan | 音楽配信   | ESXX02610B00Z | 先行配信                                                                              |
| 全国    | 2022年4月20日 | Epic Records Japan | 音楽配信   | ESCL05651B00Z |                                                                                       |
| 日本    | 2022年4月20日 | Epic Records Japan | CD+Blu-ray | ESCL-5648/9   | 初回生産限定盤                                                                        |
| 日本    | 2022年4月20日 | Epic Records Japan | CD         | ESCL-5650     | 初回生産限定クレヨンしんちゃん盤 『クレヨンしんちゃん』とコラボしたスリーブケース仕様 |
| 日本    | 2022年4月20日 | Epic Records Japan | CD         | ESCL-5651     | 通常盤                                                                                |